# TX Logistik
Tx Logistik è un operatore ferroviario europeo operante nel settore del trasporto delle merci e fa parte di Mercitalia Logistics (Gruppo Ferrovie dello Stato Italiane). La sede operativa italiana si trova a Verona, all'interno del polo logistico Quadrante Europa.
Con riferimento invece agli anni precedenti, nel 2003 Trenitalia aveva acquistato il 15% delle azioni di Tx Logistik. Nel 2005 l'operatore italiano ha aumentato la propria partecipazioni nell'azienda acquistando il 51% delle azioni per poi arrivare al 100% nel 2011.
Il Gruppo TX possiede numerose controllate:
- Tx Logistik Austria (100%)
- Tx Logistik Svizzera (100%)
- Tx Logistik Svezia (100%)
- Tx Logistik Danimarca (100%)
- Tx Logistik Consulting (100%)
- Tx Logistik Italia (100%)
- boXpress.de (15%)

L'azienda offre ogni tipo di servizio del trasporto merci su rotaia: trasporto su container, trasporto combinato ferro-gomma, etc.
Le rotte principali partono dai porti di Amburgo, Bremerhaven, Rotterdam, Rostock, Lubecca, Anversa e da Padborg e si dirigono nel sud della Germania, in Svizzera, Francia, Austria e Italia.
Il 28 luglio 2023 TX Logistik acquisisce la holding tedesca Exploris Deutschland Holding GmbH Hamburg divenendo il secondo operatore merci in Germania.

## Parco rotabili

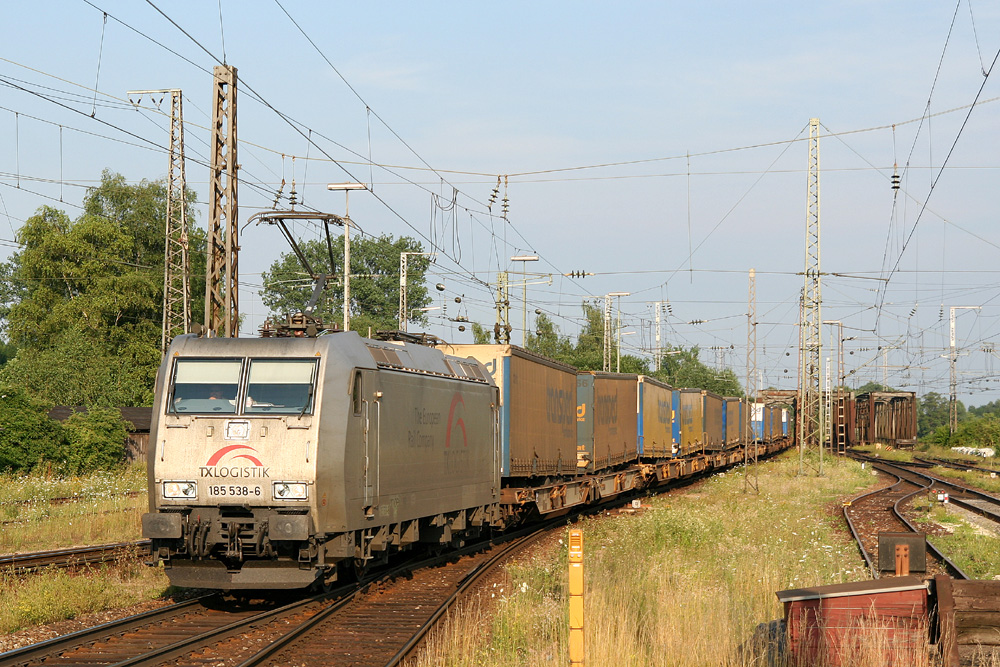
Locomotiva TRAXX serie 185 mentre è in servizio

Tx Logistik implementa E186, E189 ed E193; tra queste alcune sono noleggiate da altre imprese ferroviarie o società di leasing.
Fino all’ anno 2016 utilizzava in service da Trenitalia le locomotive serie E412 e E405 successivamente passate a Mercitalia Rail.
Tx Logistik utilizza carri di ultima generazione noleggiati da Aziende specializzate quali VTG e Wascosa.
Oltre ai pianali da 60-90 piedi vengono utilizzati anche carri tasca T2000-T3000 e carri Twin I, II e III serie.
Per quanto riguarda le linee non elettrificate, Tx Logistik, utilizza la locomotiva ADtranz DE-AC33C.